# Jacinto Figueira Júnior
Jacinto Figueira Júnior (São Paulo, 4 de dezembro de 1927 — São Paulo, 27 de dezembro de 2005) foi um apresentador de televisão brasileiro conhecido como "O Homem do Sapato Branco", pioneiro do jornalismo policial na televisão brasileira, além de difundir programas populares de auditórios sobre dramas pessoais de cidadãos comuns.

## Biografia
Nos anos 50, fez sucesso no meio musical com sua banda country "Junior e seus Cowboys", chegando a cantar no Copacabana Palace no Rio de Janeiro, porém só ingressou na TV em 1963, com o programa Fato em Foco, transmitido pela TV Cultura e um ano depois com Câmera Indiscreta, na mesma emissora.
Ainda passou pela Rádio Nacional de São Paulo (se tornou depois a antiga Rádio Globo São Paulo) nos anos 1960 e 1970. Nessa época gravou a música "O Charreteiro", que fez sucesso graças ao programa de rádio de Silvio Santos, que a tocava diariamente e que chegou a lhe conceder uma medalha de ouro no quadro "Sobe e Desce", no qual os ouvintes opinavam se a música deveria continuar a ser tocada (sobe) ou devia ser substituída por outro sucesso (desce). Esse sucesso como cantor o fez até participar de uma telenovela e de uma fotonovela, publicada numa revista para o público feminino nos anos 60.
No seu próprio programa de rádio na Rádio Nacional (depois Rádio Globo), havia um quadro com dramatizações radiofônicas.
Mas o que levou a se tornar conhecido nacionalmente e considerado um precursor foi seu programa O Homem do Sapato Branco, que criou em 1966 pela TV Globo, que passou para a Televisão e logo foi interrompido devido a problemas com a ditadura militar. Depois retornaria já nos anos 80, passando por Record, SBT e Bandeirantes.
Costumava entrevistar seus convidados usando um sapato branco, que sempre era focalizado pelas câmeras. A ideia de usar os sapatos brancos surgiu porque era a cor dos sapatos que os médicos e os psiquiatras usavam, e Jacinto pretendia ser uma espécie de "médico" do povo em seus programas.
Em entrevista a Antonio Abujamra, Jacinto Figueira Júnior falou sobre a ideia que se faz no Brasil, de ter sido o introdutor do estilo "mundo cão" na televisão brasileira..Ele trazia para o palco casais com problemas e que chegavam a brigar na frente das câmeras. Dando detalhes de sua vida, falou sobre a sua eleição para deputado e a sua posterior cassação pelo regime militar. Nessa oportunidade, denunciou perseguição do ex- Ministro da Justiça Luís Antônio da Gama e Silva. Na oportunidade, também afirmou que era maçom, ligado à Grande Loja Maçônica do Estado de São Paulo.
Com efeito, ele se elegeu, em novembro de 1966, deputado estadual paulista pelo Movimento Democrático Brasileiro (MDB), com 28.052 votos, o quinto mais votado do partido. Foi membro  das Comissões de Esportes e de Assistência Social. Distribuía, em seu gabinete, de brinquedos e geladeiras a cadeiras de rodas e muletas.
A Assembleia Paulista foi fechada, pelo Ato Institucional nº 5, de 13/12/68, de 7/2/69 a 31/5/70. Jacintho teve o mandato cassado em 13 de março de 1969.
A transmissão de programas de apelo popular, foi depois adotado ainda nos anos 80 e continua até os dias atuais. Em 2001, Jacinto chegou a declarar em entrevista à Folha de S.Paulo que os apresentadores, Ratinho, João Kléber e Márcia Goldschmidt são copiadores de seu estilo.
Figueira fez parte também do telejornal Aqui Agora, nos anos 90, no SBT.. Sua última aparição na TV, foi em uma entrevista ao programa TV Fama da RedeTV.

## Morte
Após um derrame em 2001, Jacinto ficou com uma série de sequelas, como problemas de locomoção e de audição, vindo a falecer no hospital de Beneficência Portuguesa, no bairro Paraíso, em São Paulo, no dia 27 de dezembro de 2005, e foi sepultado no cemitério da Quarta Parada. Estava internado desde o dia 22 de novembro, devido a problemas pulmonares.

## Carreira

### Televisão
| Ano  | Título                   | Função       | Emissora   |
| ---- | ------------------------ | ------------ | ---------- |
| 1963 | Fato Em Foco             | Repórter     | TV Cultura |
| 1963 | Câmera Indiscreta        | Repórter     | TV Cultura |
| 1966 | O Homem do Sapato Branco | Apresentador | TV Globo   |
| 1981 | O Homem do Sapato Branco | Apresentador | SBT        |
| 1983 | O Homem do Sapato Branco | Apresentador | Band       |
| 1991 | Aqui Agora               | Repórter     | SBT        |